# Not a Moment Too Soon
| Оценки критиков      | Оценки критиков |
| Источник             | Оценка          |
| -------------------- | --------------- |
| Allmusic             | [ 1 ]           |
| Entertainment Weekly | B−              |
| Robert Christgau     | C+              |

Not a Moment Too Soon — второй студийный альбом американского кантри-певца Тима Макгро, изданный 22 марта 1994 года на студии Curb Records. Альбом достиг № 1 в чарте Billboard 200 и 26 недель был № 1 в кантри хит-параде Top Country Albums (в 1-й раз в его карьере). Тираж альбома превысил 6 млн копий и он получил 6-кр. платиновый статус RIAA.
Альбом получил положительные и умеренные отзывы музыкальной критики и интернет-изданий, а Academy of Country Music назвала его «Лучшим альбомом года» (Album of the Year, 1994). «Indian Outlaw» был назван Лучшим кантри-синглом года на церемонии American Music Awards. Два сингла («Don t Take The Girl» 2 недели № 1; «Not a Moment Too Soon», 2 недели № 1) возглавили кантри-чарт Hot Country Songs (№ 1 в 1994 году).

## Список композиций
1. «It Doesn’t Get Any Countrier Than This» (Jerry Vandiver, Randy Archer) — 2:30
2. «Give It to Me Strait» (Reese Wilson, Stephen Grauberger) — 2:46
3. «Wouldn’t Want It Any Other Way» (Ed Hill, David Frasier) — 3:50
4. «Down on the Farm» (Jerry Laseter, Kerry Kurt Phillips) — 2:55
5. «Not a Moment Too Soon» (Wayne Perry, Joe Barnhill) — 3:46
6. «Indian Outlaw» (Tommy Barnes, Gene Simmons, John D. Loudermilk) — 3:01
7. «Refried Dreams» (Jim Foster, Mark Peterson) — 2:45
8. «Don't Take the Girl» (Craig Martin, Larry W. Johnson) — 4:09
9. «40 Days and 40 Nights» (Barnes) — 2:57
10. «Ain’t That Just Like a Dream» (Tony Mullins, Stan Munsey) — 3:23

## Чарты

### Альбом
| Чарт (1994)                           | Лучший результат |
| ------------------------------------- | ---------------- |
| США U.S. Billboard 200                | 1                |
| США U.S. Billboard Top Country Albums | 1                |
| Канада Canadian RPM Top Albums        | 29               |
| Канада Canadian RPM Country Albums    | 1                |

### Синглы
| Год  | Сингл                   | Лучший результат | Лучший результат | Лучший результат |
| Год  | Сингл                   | US Country       | US               | CAN Country      |
| ---- | ----------------------- | ---------------- | ---------------- | ---------------- |
| 1994 | «Indian Outlaw»         | 8                | 15               | 24               |
| 1994 | «Don't Take the Girl»   | 1                | 17               | 1                |
| 1994 | «Down on the Farm»      | 2                | —                | 3                |
| 1994 | «Not a Moment Too Soon» | 1                | —                | 1                |
| 1995 | «Refried Dreams»        | 5                | —                | 3                |

## Сертификации
| Регион                | Сертификаты   |
| --------------------- | ------------- |
| Канада (Music Canada) | 2× Платиновый |
| США (RIAA)            | 6× Платиновый |